# Jeanette Kessler
Jeanette Kessler, née le 4 octobre 1908 et décédée en 1972, est une ancienne skieuse alpine britannique membre du Ladies' Ski Club de Mürren.

## Palmarès

### Jeux olympiques
| Épreuve / Édition              | Combiné |
| ------------------------------ | ------- |
| JO 1936 Garmisch-Partenkirchen | 6e      |

### Championnats du monde
| Épreuve / Édition          | Descente | Slalom | Combiné                          |
| -------------------------- | -------- | ------ | -------------------------------- |
| Mondiaux 1931 Mürren       | 4e       | Bronze | Épreuve inexistante à cette date |
| Mondiaux 1933 Innsbruck    | 5e       | 4e     | Bronze                           |
| Mondiaux 1934 Saint-Moritz | 5e       | 9e     | 5e                               |
| Mondiaux 1935 Mürren       | Abandon  | 9e     | —                                |
| Mondiaux 1936 Innsbruck    | 7e       | 8e     | 7e                               |

### Arlberg-Kandahar
- Vainqueur du Kandahar 1934 à Sankt Anton
  - Vainqueur de la descente 1934 à Sankt Anton